# 利西夫卡 (新桑扎里區)
49°22′18″N 34°40′33″E / 49.37167°N 34.67583°E
利西夫卡（烏克蘭語：Лисівка），是烏克蘭中部的村莊，隸屬波爾塔瓦州的波爾塔瓦區。該村距離庫斯托洛沃-蘇霍季爾卡0.5公里，面積0.63平方公里，海拔高度95米，2001年人口92。